# Sabana Crespo
Sabana Crespo (Arhuaco: Gun Aruwun.) es uno de los centros poblados del municipio colombiano de Valledupar, ubicada al noroccidental, en la parte alta de las montañas de la Sierra Nevada de Santa Marta y a orillas del río Guatapurí, en el departamento del Cesar.

## Geografía
Limita hacia el norte con el centro poblado Guatapurí; hacia el nororiente con el municipio de Aracataca y Fundación en el departamento del Magdalena. Hacia el oriente limita con el municipio de Pueblo Bello; al noroccidente limita con el centro poblado Chemesquemena y al occidente con los corregimientos de Atanquez, Río Seco; al sur con el centro poblado Azúcar Buena; Mientras que al sur limita con el corregimiento de Río Seco.
El centro poblado también hace parte de la cuenca del río Guatapurí. También es bañado por río El Templado, el cual desemboca en el Guatapurí. 

## Historia
La región ha sido habitada desde la época precolombina por indígenas de la etnia Arhuaca, quienes llaman a la región Gun Aruwun. Los exploradores y colonizadores españoles llegaron a la región a inicios del siglo XVI. Los españoles intentaron imponer la evangelización de los pueblos indígenas de la Sierra Nevada. También impusieron regímenes de encomiendas.
Entre 1871 y 1886 Gun Aruwun fue parte del Territorio de la Sierra Nevada y Motilones administrado por el Gobierno Federal, pero bajo la jurisdicción del Estado Soberano del Magdalena. 
Por cientos de años los indígenas Arhuacos ya cultivaban la hoja de coca (Erythroxylum coca) que utilizaban para sus rituales ancestrales. A principios del siglo XIX, las plantas de marihuana, originaria de Asia, fue comercializada a nivel mundial como planta medicinal y luego prohibida a principios del siglo XX. Debido a las condiciones climáticas y el vasto territorio en su mayoría remoto, muchos campesinos a principios de la década de 1960 llegaron a la región de la Sierra Nevada escapando de La Violencia de la década de 1950 en Colombia, como el caso del Hernán Giraldo y el Cartel de Medellín en Santa Marta. El auge del consumo de drogas en Estados Unidos y Europa generó demanda de plantas de marihuana, la cual utilizaron los campesinos y marimberos de la Sierra Nevada para narcotraficar. Al mismo tiempo, surgieron las guerrillas comunistas de las FARC y ELN, durante la Guerra Fría como guerra subsidiaria de la Unión Soviética. Con el declive de la Unión Soviética a finales de 1980, las guerrillas se volcaron al negocio de la droga para sostener su guerra contra el Estado colombiano. Las guerrillas reclutaron forzosamente a varios indígenas de la Sierra Nevada. Los arhuacos de Sabana Crespo, al igual que otros indígenas de la Sierra Nevada sufrieron la presencia de las FARC con los frentes 19, 59 y 41 y el ELN con los frentes Manuel Martínez Quiroz, Camilo Torres Restrepo, Gustavo Palmesano Ojeda y el 6 de diciembre cometiendo secuestros, crímenes, robos, violaciones de mujeres y dejaron a muchos niños en la orfandad.
El centro poblado Sabana Crespo fue creado por Acuerdo Municipal 028 de Valledupar, el 3 de diciembre de 1990 durante la alcaldía de Aníbal Martínez Zuleta.
A finales de la década de 1990, incursionaron los paramilitares de las Autodefensas Unidas de Colombia, que buscaban acabar con las guerrillas y apropiarse de las rutas del narcotráfico. Los grupos de las AUC en la zona fueron dirigidas por Rodrigo Tovar Pupo, alias 'Jorge 40', que mantuvo presencia con los bloques Caribe y Tayrona y el frente Mártires del Cesar. Las AUC cometieron numerosos asesinatos contra los arhuacos y colonos de Sabana Crespo. Los paramilitares se desmobilizaron a mediados de la década de 2000 y el control de la zona volvió a la fuerza pública.

## Organización político-administrativa
El centro poblado parte de un Resguardo Indígena, ciertas determinaciones son hechas por el cabildo gobernador indígena. 

### Veredas
Las siguientes son las veredas que forman parte del área de influencia de Sabana Crespo:
- Peñimike
- Sabana de Jordán
- Timaka
- El Jordán
- Izrua
- Yugaka
- La Estrella
- Virua
- Donachui
- Seinimi
- Sogrone
- Los Laureles

## Transporte
El centro poblado es atravesado por una carretera sin pavimentar que la une con Valledupar.